# 云南九节
云南九节（学名：Psychotria yunnanensis）为茜草科九节属下的一个种。其种加词 yunnanensis 意为“云南的”。